# I guardiani del crepuscolo
I guardiani del crepuscolo (Сумеречный Дозор, traslitterato Sumerečnyj Dozor) è un romanzo di Sergej Luk'janenko, pubblicato nel 2003 e terzo di una serie di sei romanzi, nota come Ciclo dei Guardiani. Il genere dell'opera spazia dal fantasy al gotico all'horror, ambientandosi nella Mosca contemporanea.

## Trama
Continuano le peripezie degli Altri di Mosca. I membri delle Guardie dovranno fermare Kostja Sauškin, vampiro amico di Anton Gorodeckij, che potrebbe diventare un pericolo per l'intero pianeta.

## Edizioni
- Sergej Luk'janenko, I guardiani del crepuscolo, Milano, Arnoldo Mondadori Editore, 2007, ISBN 978-8804563358.